# 加藤順子
加藤 順子（かとう よりこ、9月20日生まれ ）は、フォトジャーナリスト。元ウェザーマップ所属の気象予報士である。東京都出身。

## プロフィール
- 早稲田大学人間科学部スポーツ科学科卒。家具屋勤務を経て真壁京子のサポートになり気象予報士となる。
- 水泳の飛び込みをやっていたことから体育会系気象予報士といわれている。
- 文具フェチと自負している。
- 写真が好きで好きな写真家の講演会には出席している。
- ほぼ日手帳を愛用していて「ほぼ日手帳の秘密」（幻冬舎）に使い方を掲載した。

## テレビ出演
- e-天気.net
  - あすのワンポイント天気
  - あすのパーフェクト天気
  - 加藤順子のこだわりお天気（以上、いずれも月曜日）
- TBSニュースバード
  - JNN1200

## 映画出演
- アイス・エイジ2

## 著書

### 共著
- 池上正樹共著『あのとき、大川小学校で何が起きたのか』青志社、2012年。 ISBN 4905042577
- 池上正樹共著『石巻市立大川小学校「事故検証委員会」を検証する』ポプラ社、2014年。ISBN 4591137066

## 外部データ
- よりここ！（加藤順子 公式ブログ）
- ウェザーマップ 加藤順子（2008年2月4日時点のアーカイブ）